# Villers-Guislain
Villers-Guislain är en kommun i departementet Nord i regionen Hauts-de-France i norra Frankrike. Kommunen ligger i kantonen Marcoing som tillhör arrondissementet Cambrai. År 2022 hade Villers-Guislain 682 invånare.

## Befolkningsutveckling
Antalet invånare i kommunen Villers-Guislain
| Referens: INSEE |